# エドワード・リア
エドワード・リア（Edward Lear、1812年5月12日 - 1888年1月29日）は、イギリスの画家、ナンセンス詩人。リメリック詩（5行脚韻詩）に滑稽な挿絵をつけた作品を発表し、ルイス・キャロルなどに影響を与えた。

## 生涯
リアはロンドン郊外のホロウェイに、株式仲買人の父のもと、21人きょうだいの20番目の子供として生まれた。21歳年の離れた姉のアンに育てられたが、15歳のときに父親が破産したため、絵を学ぶために徒弟奉公に出た。19歳のときにロンドン動物園の依頼により、写生画をまとめた『オウム図譜』を出版する。彼の鳥類図はジョン・ジェームズ・オーデュボンなどとよく比較され、彼は終世このような写実的な画家として活動した。絵の技術を見込まれて短期間ヴィクトリア女王に絵の手ほどきをしたこともある。
リアの鳥類図は鳥類研究者であったダービー伯爵家のスタンリー卿の目に留まり、彼はノーズリーにあったダービー伯爵邸の私設動物園で動物画を描くことになった。1832年から1836年までの滞在中、彼は動物画を描くかたわら、当主の12代ダービー伯爵や、その孫たちに滑稽な絵を描いたりその絵におかしな詩をつけたりして楽しませた。1837年以後は精神的に不調となり、地中海地方、インドなど、国外を放浪した。
1846年に、絵や詩をまとめた『ナンセンスの絵本』を出版、これ以後も画家として活動するかたわら、ナンセンス詩画集を執筆した。彼のナンセンス作品は彼の存命中から広く読まれ、これによってリメリックの詩形が一般に知られるようになった。
大変な愛猫家で、イタリア滞在中の晩年には愛猫フォスを「雄猫フォスの輝かしき紋章」(Heraldic Blazon of Foss the Cat)と題した風刺画のシリーズに描いた。そのフォスが死んだ際には本格的な葬式を執り行い、墓石まで建てたという。そしてフォスの死からわずか2か月後、彼自身も亡くなった。

## 人物・エピソード
- リアの詩はジョージ・オーウェル、オルダス・ハクスリー、ハーバート・リードといった後世の作家に高く評価された。またジョージ・オーウェルによると、リアの絵はジェームズ・サーバーに影響を与えている[4]。
- 「ランシブル（Runcible）」という意味を持たない造語を作ったことで知られる[2]。この言葉はその後、さまざまな作家によって形容詞、キャラクター名、地名などとして使われるようになった。

## エドワード・リアの絵画

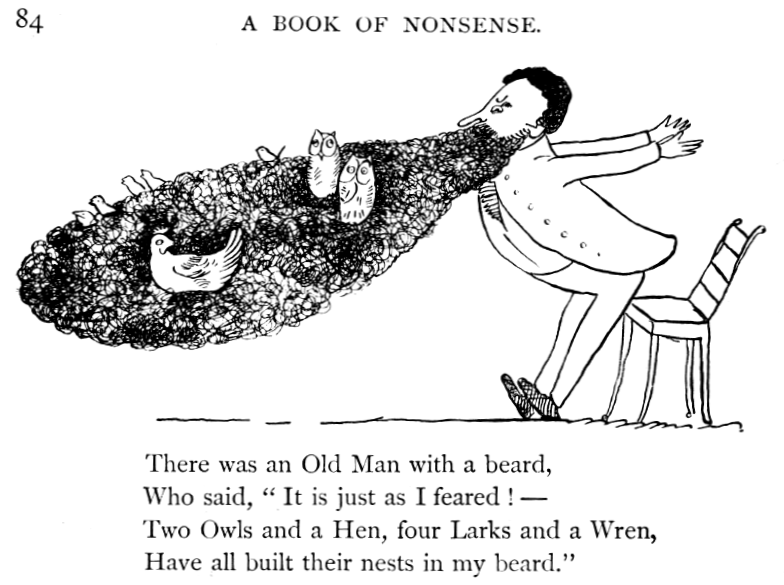
『ナンセンスの絵本』
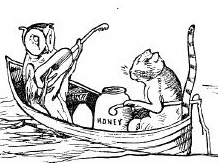
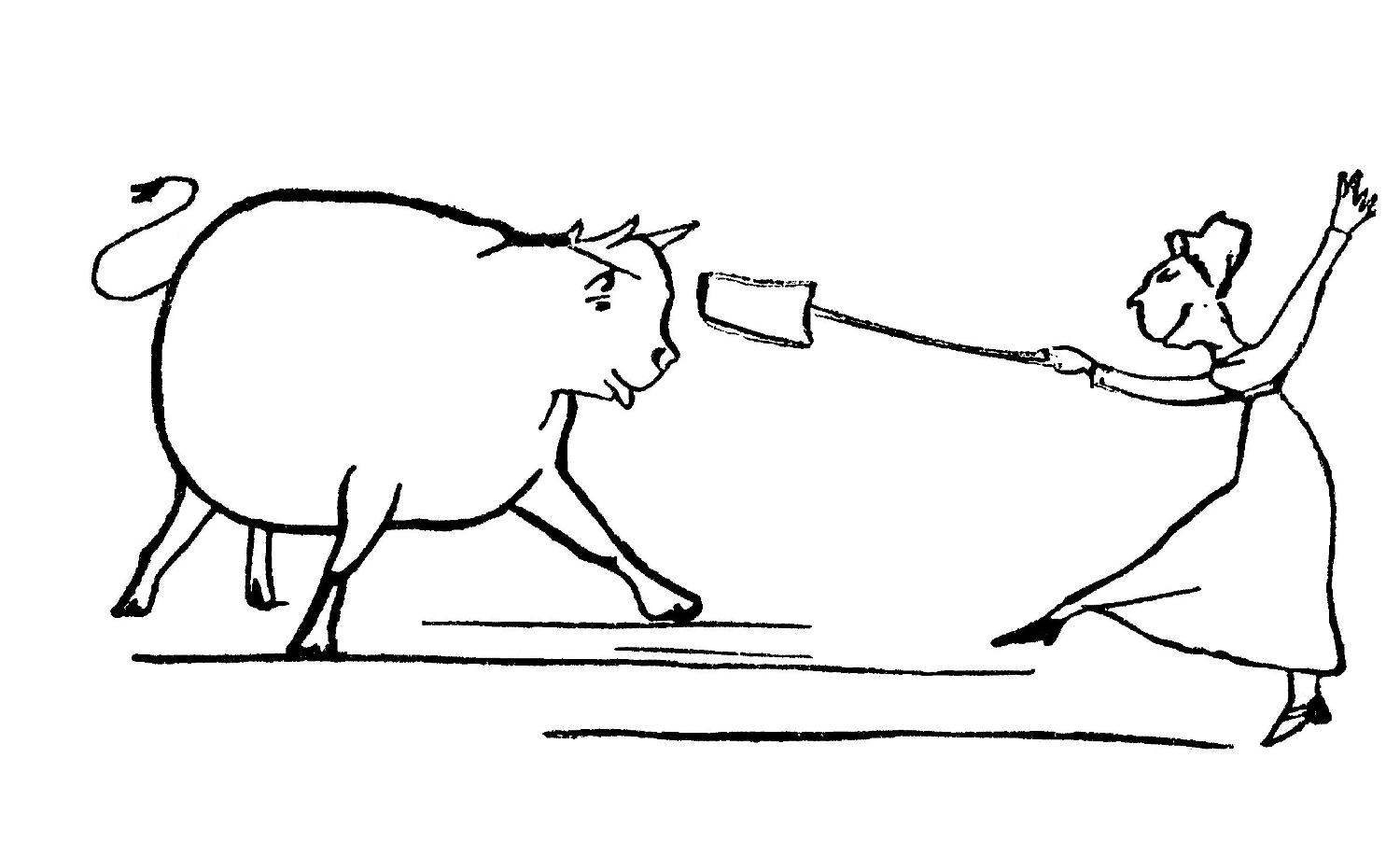
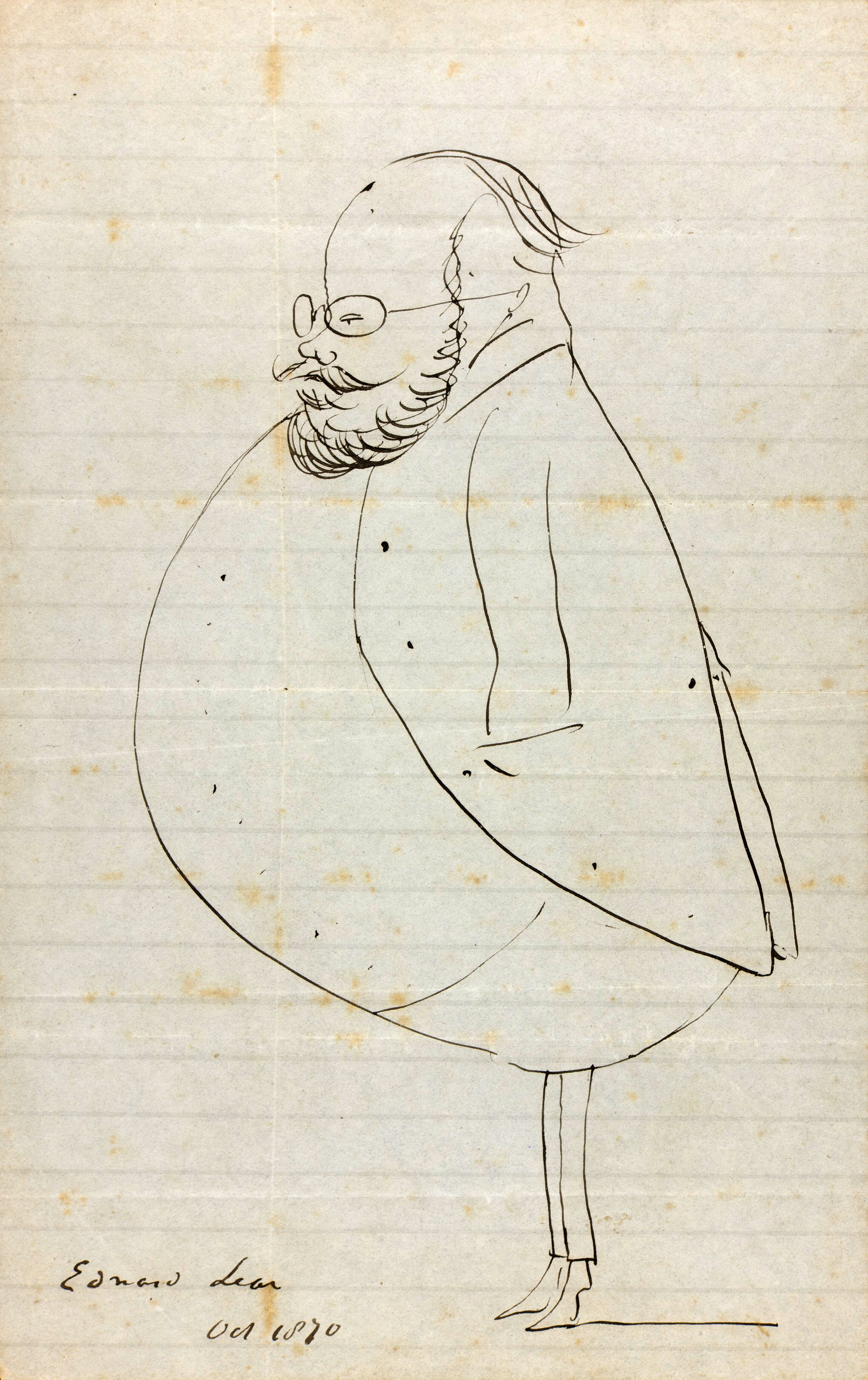
自画像
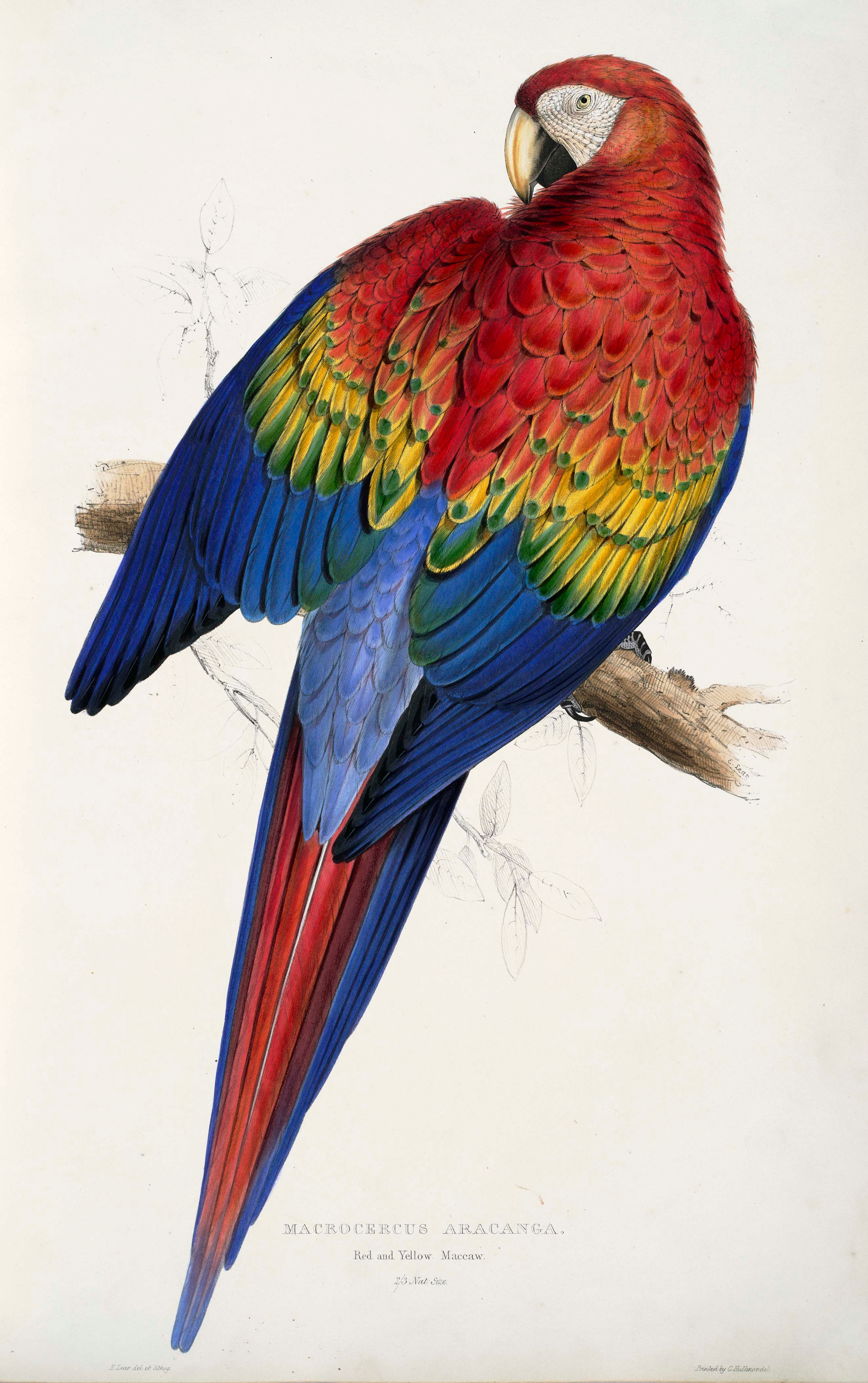
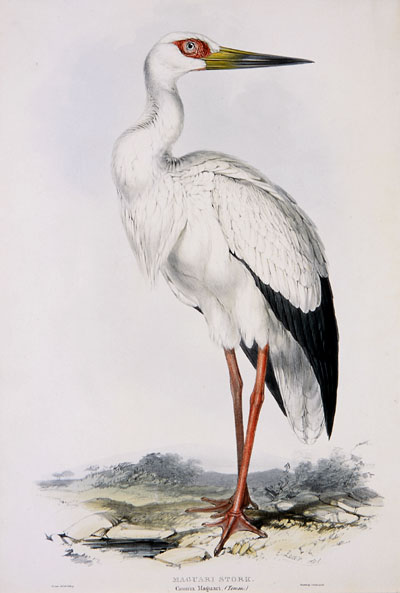
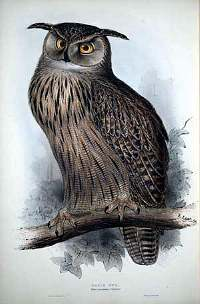
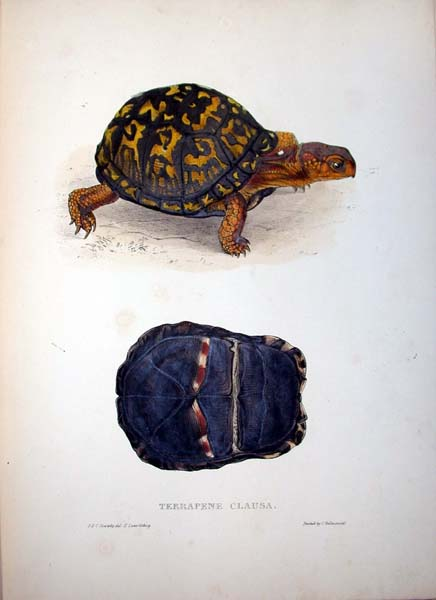
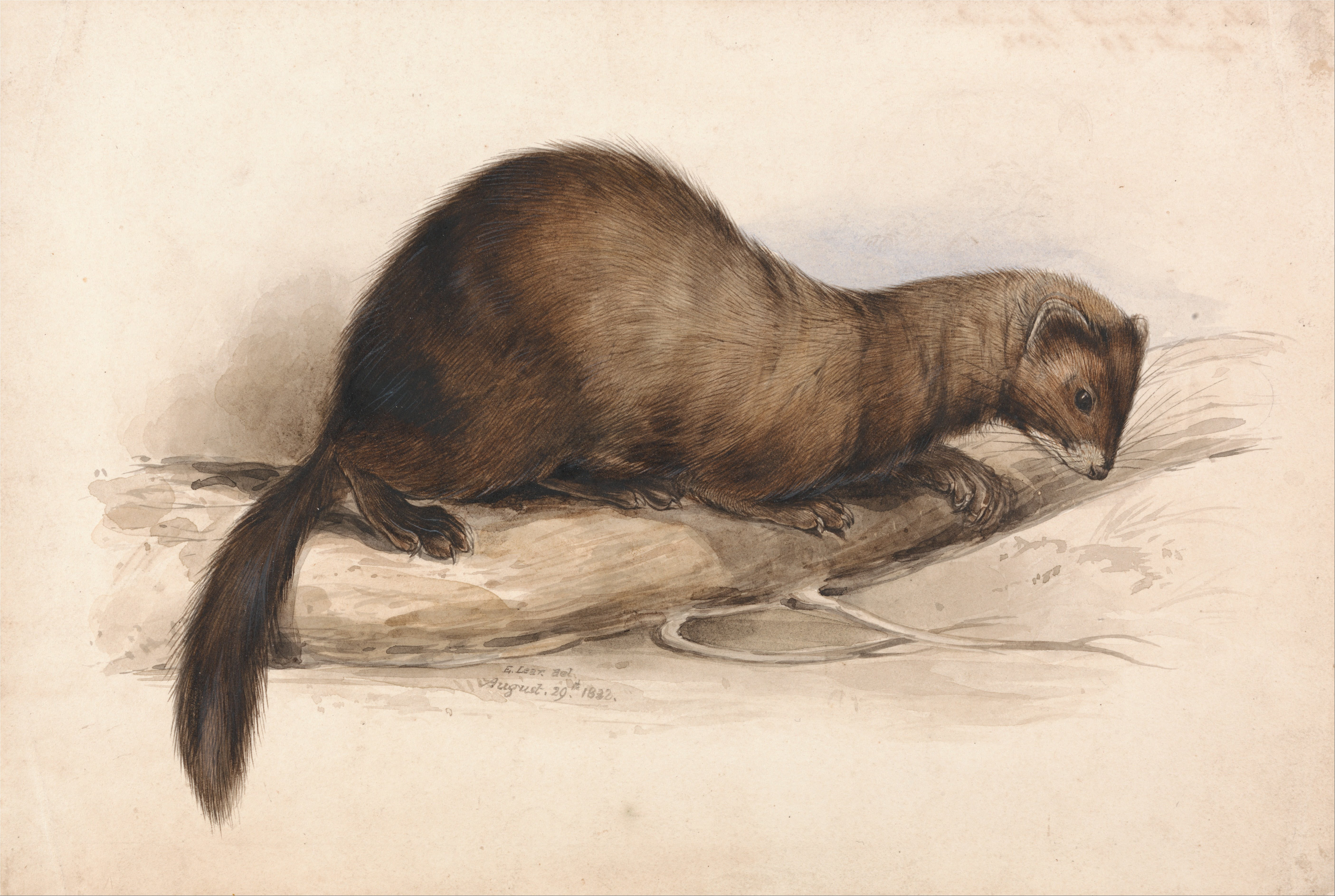
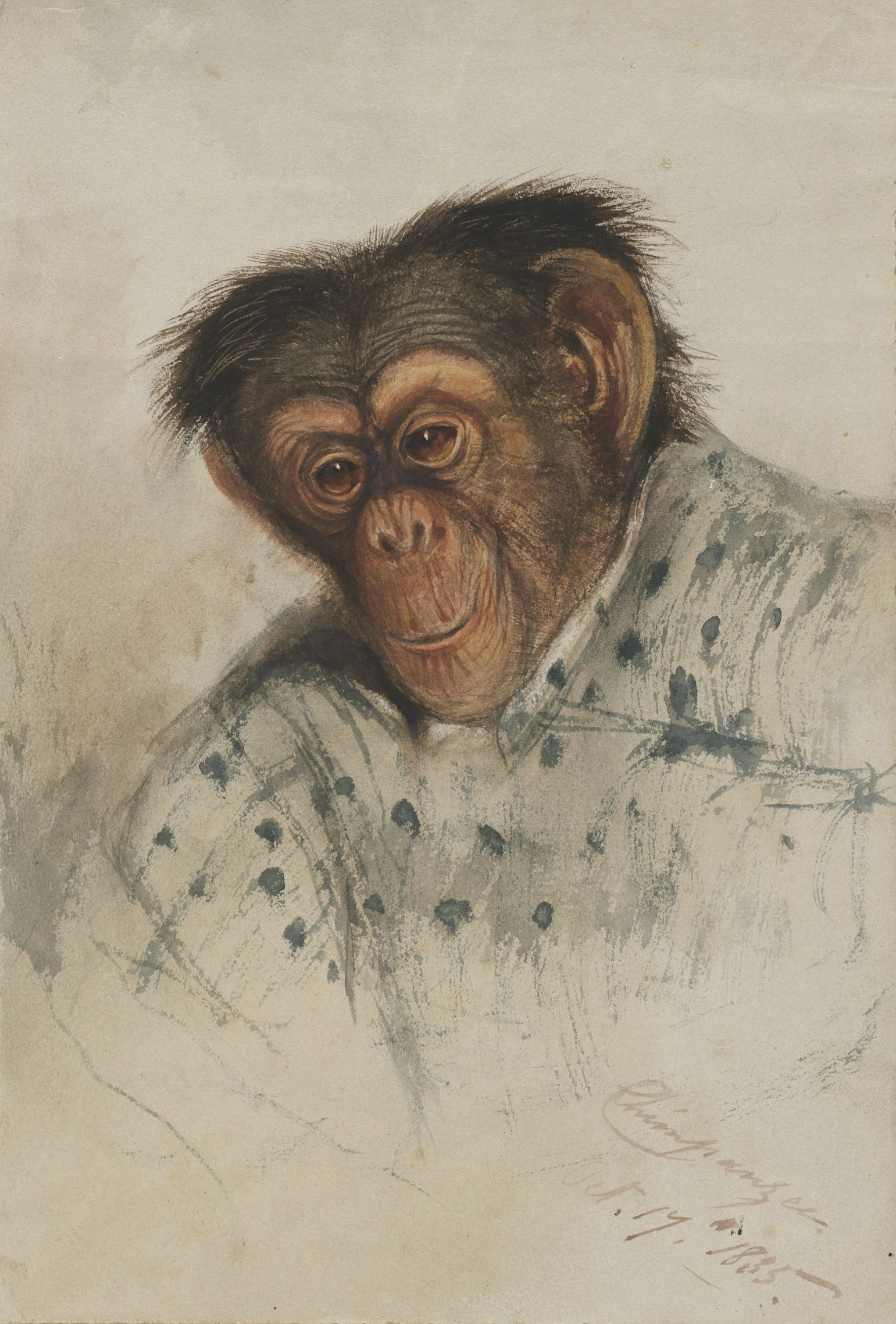

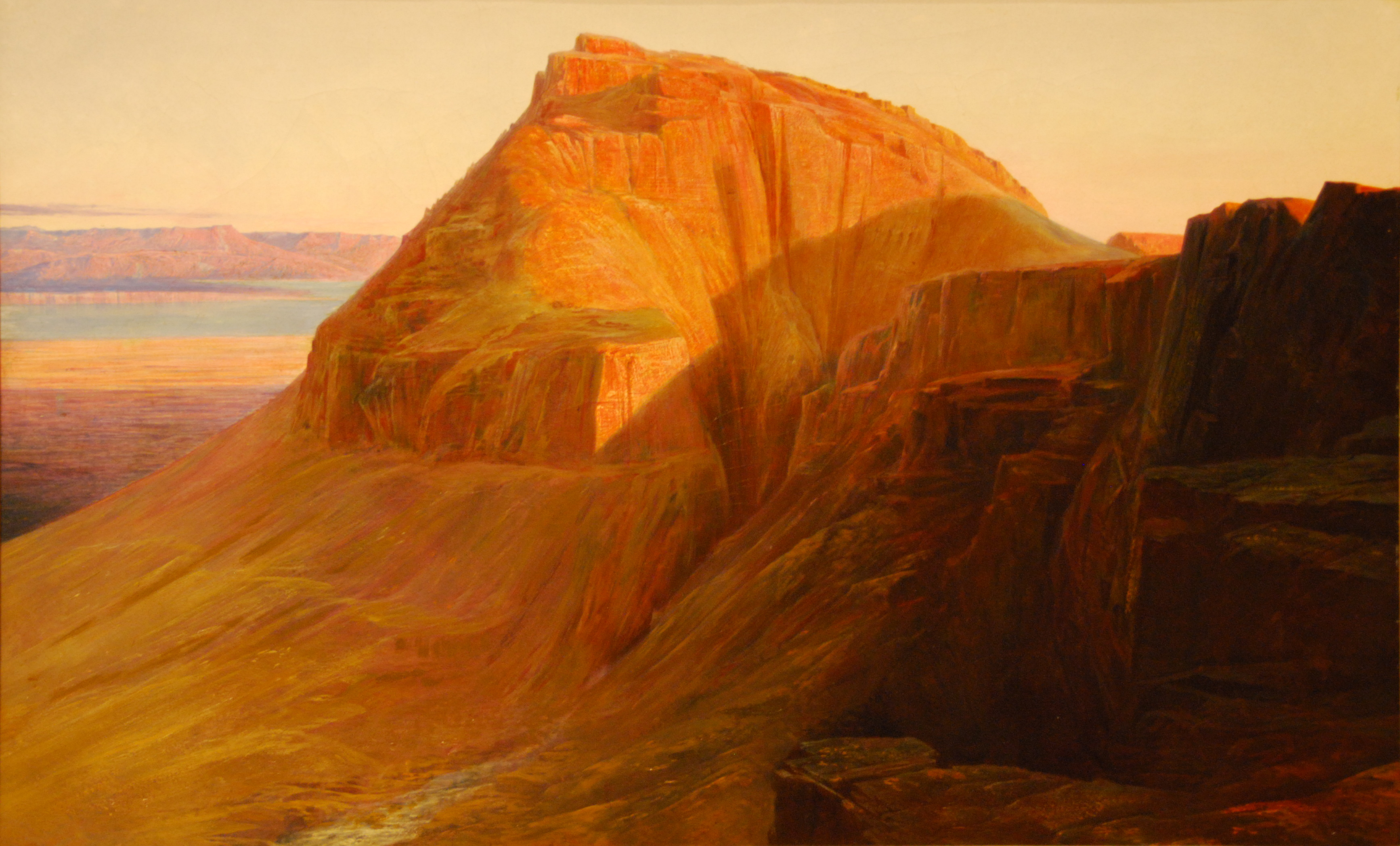
『死海のマサダ要塞』
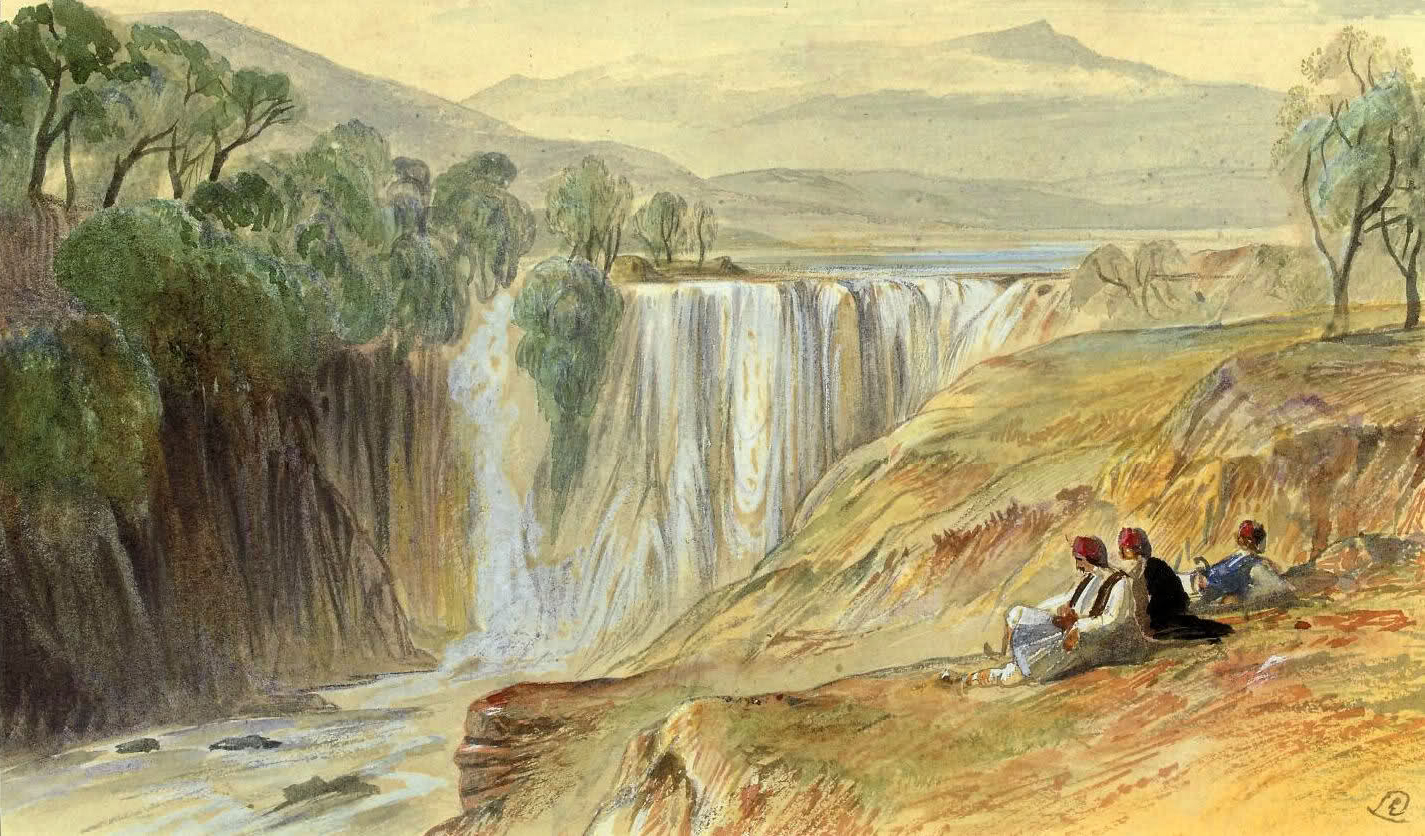
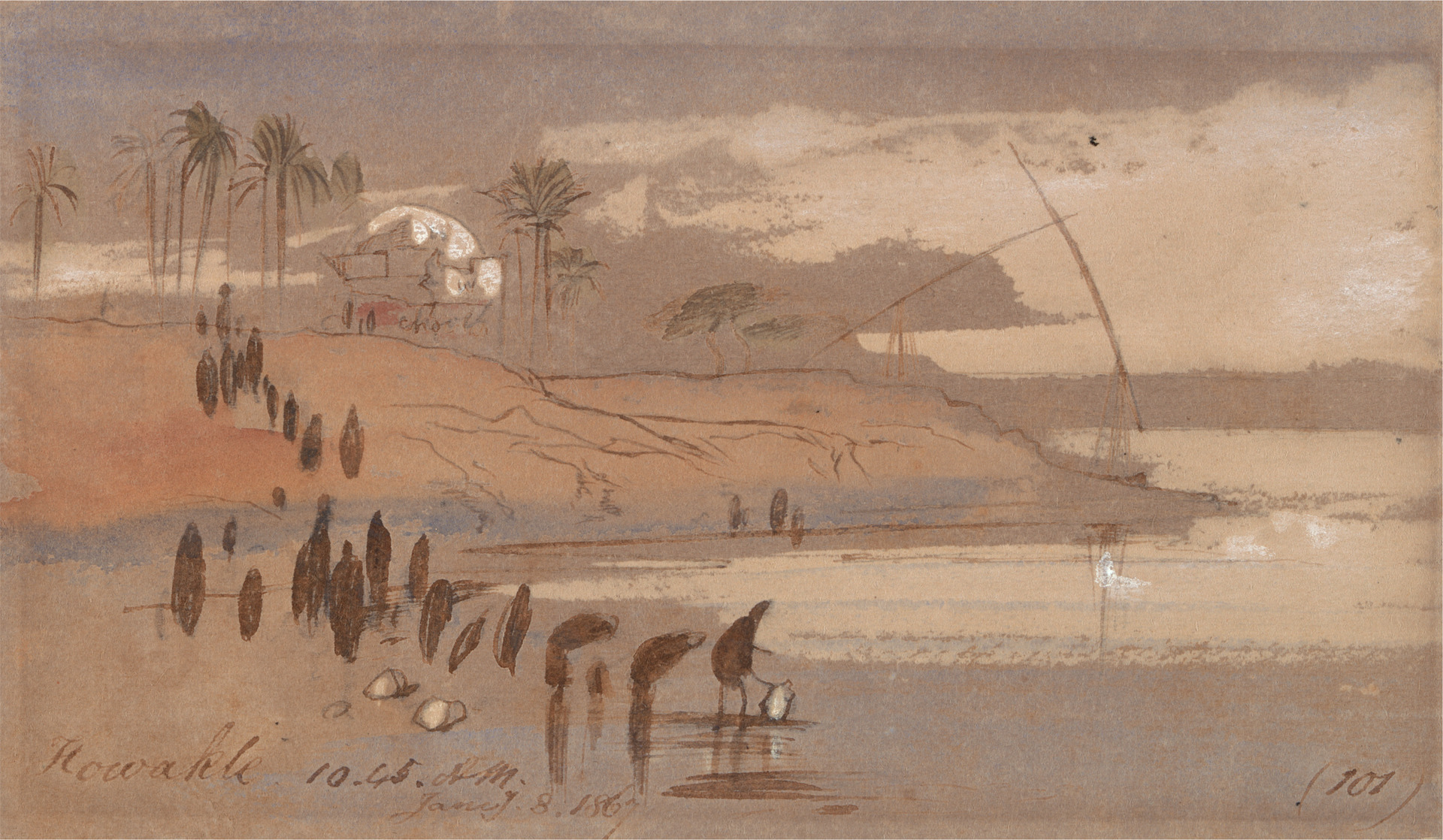

## 参照
1. 1 2  『リア』 - コトバンク 典拠は『ブリタニカ国際大百科事典 小項目事典』『世界大百科事典 第2版』など
2. 1 2 3 4 5  ジョージ・ミケシュ（中村保男訳）『これが英国ユーモアだ』（TBSブリタニカ、1981年）pp.156-166
3. ↑  タムシン・ピッケラル（五十嵐友子訳）『世界で一番美しい猫の図鑑』（エクスナレッジ、2014年）p.85
4. ↑  ジョージ・オーウェル, "ナンセンス詩", Tribune 1945年12月21日